# Zentrum für Erzählforschung
Das Zentrum für Erzählforschung (ZEF) ist ein interdisziplinäres Zentrum der Bergischen Universität Wuppertal, an dem Forschung und forschungsorientierte Lehre zu den Formen und Funktionen des Erzählens betrieben, gefördert und koordiniert wird.

## Über das ZEF
Das ZEF wurde 2007 an der Bergischen Universität Wuppertal gegründet. Der Einrichtung gehören derzeit 42 Wissenschaftler der Trägeruniversität und 34 auswärtige korrespondierende Mitglieder verschiedener Fächer und Disziplinen (meist mit philologischem Schwerpunkt) an. Kooperationen bestehen u. a. mit dem GK Fiktionales und faktuales Erzählen der Albert-Ludwigs-Universität Freiburg und dem Bonner Zentrum für Transkulturelle Narratologie (BZTN). Studierende der im ZEF vernetzten Philologien haben die Möglichkeit, Abschluss- und Qualifikationsarbeiten mit erzähltheoretischem Schwerpunkt am ZEF zu erarbeiten.

## Forschungsaktivitäten
Die im ZEF organisierten Wissenschaftler erforschen Phänomene des Erzählens in seinen unterschiedlichen Formen, Feldern und Funktionen. Klassische Themen und Termini der Narratologie strukturalistischer Prägung werden durch neuere Strömungen und Ansätze im Zuge der new narratologies ergänzt. Transgenerische, transmediale, kognitive und kulturwissenschaftliche Aspekte von Erzählungen sind ebenso Forschungsgegenstand wie die Entwicklung einer historischen Narratologie und die Besonderheiten faktualen Erzählens.
Dem ZEF gehört eine Doktoranden-Arbeitsgemeinschaft mit Mitgliedern aus unterschiedlichen Fächern (Germanistik, Anglistik/Amerikanistik, Romanistik, Philosophie, Theologie) an, die in monatlichen Sitzungen eigene Dissertationsprojekte sowie klassische und aktuelle Probleme und Beiträge der Erzählforschung diskutieren.
Die Doktoranden-AG des ZEF organisiert jährlich zusammen mit Doktoranden des Graduiertenkollegs der Albert-Ludwigs-Universität Freiburg einen Workshop zu wechselnden erzähltheoretischen Paradigmen. Zur Förderung der institutionsübergreifenden Vernetzung narratologisch arbeitender Nachwuchswissenschaftler wird seit 2010 einmal im Jahr das international und interdisziplinär ausgerichtete Wuppertaler Graduiertenforum Narratologie ausgetragen, auf dem Doktoranden unterschiedlicher Universitäten und Fächer zu wechselnden Leitthemen Ergebnisse ihre Forschungsarbeiten vorstellen und diskutieren. 
Bisherige Workshops des Wuppertaler Graduiertenforums Narratologie:
- Erzählte Authentizität – Authentizität des Erzählens (15.–17. Juli 2010). Organisiert von Antonius Weixler.
- Zeit(en) erzählen. Narrative Verfahren – komplexe Konfigurationen (7.–9. Juli 2011). Organisiert von Lukas Werner und Antonius Weixler.
- Welten erzählen. Narrative Evokation des (Un-)Möglichen (14.–16. Juni 2012). Organisiert von Christoph Bartsch und Christiane Scheeren.

Zu den Aktivitäten des ZEF gehören fachübergreifende Veranstaltungen, die allen Interessierten offenstehen. Neben einzelnen Gastvorträgen und Ringvorlesungen zu narratologischen Fragen zählt dazu das seit 2009 regelmäßig stattfindende Wuppertaler Narratologische Kolloquium mit Vorträgen von Wuppertaler und auswärtigen Narratologen zu semesterweise wechselnden Themen:
„Grundkonzeptionen der Narratologie“ (Wintersemester 2009/10), „Erzählen und Erinnern“ (Sommersemester 2010), „Raum und Erzählen“ (Wintersemester 2010/11), „Kontextorientierte Narratologie (Sommersemester 2011)“, „Der Schemabegriff in der Erzählforschung“ (Wintersemester 2011/12), „Populäres Erzählen“ (Sommersemester 2012), „Wie Comics erzählen. Narratologische Perspektiven auf graphische Literatur“ (Wintersemester 2012/13). 
In Kooperation mit dem ZEF veranstaltete internationale Konferenzen (Auswahl):
- Stimme(n) im Text. Narratologische Positionsbestimmungen (24.–26. September 2004). Organisiert von Andreas Blödorn, Daniela Langer und Michael Scheffel.
- Narratology in the Age of Interdisciplinary Narrative Research (25./26. Juni 2007). Organisiert von Sandra Heinen und Roy Sommer.
- Ambivalenz und Kohärenz. Untersuchungen zur narrativen Sinnbildung (16.–18. November 2007). Organisiert von Julia Abel, Andreas Blödorn und Michael Scheffel.
- Wirklichkeitserzählungen. Felder, Formen und Funktionen nicht-literarischen Erzählens (18.–20. April 2008). Organisiert von Christian Klein und Matías Martínez.
- Narration – Kognition – Text. Der Erzählbegriff in verschiedenen Disziplinen (3.–5. Dezember 2009). Organisiert von Matthias Aumüller.
- Audiovisuelles Erzählen. Bild-Ton-Relationen im Film (16./17. April 2010). Organisiert von Andreas Blödorn, Sandra Heinen und Stephan Neumann.
- Mediales Erzählen. Kommunikation und narrative Instanzen (Graduiertentagung, 11./12. September 2010). Organisiert von Stephan Brössel und Lukas Werner.
- Ander(e)s Erzählen. Intersektionale Konstruktion und Differenz in Literatur und Film (19./20. November 2010). Organisiert von Christian Klein und Falko Schnicke.
- Legitimationsmechanismen des Biographischen. Kontexte – Akteure – Techniken – Grenzen (20.–22. September 2012). Organisiert von Christian Klein und Falko Schnicke.

## Publikationen
Die Forschungserträge des ZEF schlugen sich u. a. in folgenden Publikationen nieder:
- Andreas Blödorn, Daniela Langer, Michael Scheffel (Hg.): Stimme(n) im Text. Narratologische Positionsbestimmungen. Berlin/New York: de Gruyter 2006. ISBN 978-3-11-019995-6.
- Sandra Heinen, Roy Sommer (Hg.): Narratology in the Age of Cross-Disciplinary Narrative Research. Berlin/New York: de Gruyter 2009. ISBN 978-3-11-022243-2.
- Julia Abel, Andreas Blödorn, Michael Scheffel (Hg.): Ambivalenz und Kohärenz. Untersuchungen zur narrativen Sinnbildung. Trier: WVT 2009. ISBN 978-3868211382.
- Christian Klein, Matías Martínez (Hg.): Wirklichkeitserzählungen. Felder, Formen und Funktionen nicht-literarischen Erzählens. Stuttgart/Weimar: Metzler 2009. ISBN 978-3-476-02250-9.
- Matías Martínez (Hg.): Handbuch Erzählliteratur. Theorie, Analyse, Geschichte. Stuttgart: Metzler 2011. ISBN 978-3-476-02347-6.
- Matías Martínez, Michael Scheffel (Hg.): Einführung in die Erzähltheorie. 9., erw. u. aktual. Aufl. München: C.H. Beck 2012. ISBN 978-3-406-63860-2.
- Matthias Aumüller (Hg.): Narrativität als Begriff. Analysen und Anwendungsbeispiele zwischen philologischer und anthropologischer Orientierung. Berlin/New York: de Gruyter 2012. ISBN 3-11-027836-7.
- Antonius Weixler (Hg.): Authentisches Erzählen. Produktion, Narration, Rezeption. Berlin/New York: de Gruyter 2012. ISBN 978-3-11-029113-1.

## DIEGESIS
Seit November 2012 gibt das ZEF die DFG-geförderte Online-Zeitschrift DIEGESIS heraus. Das frei zugängliche E-Journal (peer-reviewed) ist transdisziplinär ausgerichtet und veröffentlicht englisch- und deutschsprachige Aufsätze und Rezensionen aus dem Bereich der Erzählforschung. Es erscheint zweimal pro Jahr mit wechselnden Themenfeldern. Der Schwerpunkt der Pilotausgabe war „Erzählforschung im 21. Jahrhundert. Ein interdisziplinärer Rückblick“.